# 장흥 보림사 사천왕상 복장 불설사십이장경
보림사 사천왕상 복장 불설사십이장경(寶林寺四天王像腹藏佛設四十二藏經)은 전라남도 장흥군 보림사에 있는 고려시대의 불경이다. 1998년 8월 20일 전라남도의 유형문화재 제200호로 지정되었다.

## 개요
보림사는 전라남도 장흥군 가지산에 있는 절로, 860년 신라의 승려 체징에 의해 창건되었다. 이 책은 보림사 사천왕상의 배안에 넣어서 보관하던 유물 가운데 하나이다.
인도로부터 중국에 전래된 초기의 경전으로 가섭마등과 법란이 공동으로 번역한 것이다. 불교의 방대한 내용을 42장의 요지로 간명하게 나누어 설명한 것으로, ‘불조삼경(佛祖三經)’이라 부르기도 한다.
우리나라에서는 고려 공민왕 10년(1361) 전라북도 전주 원암사에서 간행된 판본과 고려 우왕 10년(1384)에 간행된 것 등 2종이 전하고 있다. 간행기록이 없어 정확한 연도는 알 수 없으나 보물 제694호로 지정된 ‘불설 42장 경합철<불유교경, 위산경책>’과 같은 판본으로, 고려 공민왕 10년에 원암사에서 만들어진 것으로 추정된다.
이 책은 송나라 때 유행하던 장정 형태인 호접장(蝴蝶裝)으로 책을 엮은 매우 특이한 모습을 띤다. 호접장이란 인쇄면이 안쪽으로 오도록 반을 접은 뒤 바깥쪽을 풀칠하여 다른 장과 서로 붙이는 방식을 말한다. 책을 펼치면 마치 나비와 같다고 하여 붙여진 이름이다.
책의 형태, 판의 새김 등으로 보아 이 책 역시 보물급으로 가치가 있다고 하겠다.

## 참고 문헌
- 보림사사천왕상복장불설사십이장경 - 국가유산청 국가유산포털